# Agrochola fulvago
Agrochola fulvago là một loài bướm đêm trong họ Noctuidae.